# 机场安保
机场安保是指機場為保护乘客、工作人员、飞机和机场免遭破壞、犯罪、恐怖主义和其他威胁而採取的措施。由於机场人流量較大，所以機場也是恐怖主义者發動襲擊的潛在目標。
虽然某些国家/地区可能设有專門負責機場安保的全國性机构，但在大部分国家/地区，機場安保由州或地方機構負責。

## 設備
由于有旅客携带武器或其他危險物品登上飛機後可能會劫机，所以安檢人員都會用金屬探測器來檢查旅客以及其攜帶的隨身物品。
一般人不允許進入机场的敏感区域，這些地方稱為安全辨識顯示區。如果要來到這些地方，必須獲得特別許可才能进入。